# 2023 új világörökségi helyszínei
2023-ban két alkalommal kerültek fel új helyszínek a világörökségi listára. Az első az UNESCO Világörökség Bizottságának 18. rendkívüli ülése volt 2023. január 24–25. között Párizsban, ahol három helyszín került fel a listára, és ezzel egy időben a veszélyeztetett világörökségi helyszínek listájára is. Később a bizottság 45. ülésszakát 2023. szeptember 10–25. között Rijádban tartották meg.
A 18. rendkívüli ülésen a világörökség részévé nyilvánított három helyszín a következő:
| | Sába királyságának emlékei, Marab |
| Jemen |                                   |
| A veszélyeztetett világörökségi helyszínek listájára került: 2023 |                                   |
| Kulturális (III)(IV) |                                   |
| Védett terület: 375,29 ha, puffer zóna: 25 967,6 ha, hivatkozás: 1700 |                                   |
| Sába királyságának emlékei a dél-arábiai térség történelmének i. e. 1. évezrede és az iszlám i. sz. 630 körüli megérkezése közötti időszakból származnak. Ezalatt jemeni királyságok szerveződtek a száraz és kedvezőtlen életfeltételeket kínáló területen, amelyek az Arábiát a mediterrán térséggel összekötő Tömjénút közelsége miatt a virágkorukat élték az i. e. 8. század és az i. sz. 3. század között. A helyszín hét régészeti lelőhelyből áll, a királyság gazdasági ereje a két város, a templomok és a kiterjedt öntözőrendszerek maradványai alapján nyilvánvaló. A királyság adminisztratív, kulturális és gazdasági központja a fallal körülvett Marab volt, míg a kutatók egy tőle negyven kilométerre fekvő másik települést katonai központként azonosítottak. Öntözőrendszereik felépítése magas technikai tudásról tanúskodik, segítségükkel oázisokat hoztak létre a sivatagi környezetben. A műemlékegyüttes rendkívül sérülékeny, az országban uralkodó háborús állapotok miatt a világörökségi listára kerüléssel egy időben a veszélyeztetett világörökségi helyszínek listájára is felkerült. |                                   |

| | Rachid Karami nemzetközi vásár |
| Libanon |                                |
| A veszélyeztetett világörökségi helyszínek listájára került: 2023 |                                |
| Kulturális (II)(IV) |                                |
| Védett terület: 72 ha, hivatkozás: 1702 |                                |
| A vásárközpont Libanon második legnagyobb városában, Tripoliban épült fel 1975-ig Oscar Niemeyer 1962 és 1967 között készült tervei alapján. Központi eleme egy hosszúkás kiállítótér, a Nagy baldachin ahol a külföldi kiállítók szabadon felépíthették pavilonjaikat. A vásárterület bejárata a keleti végén kapott helyet, itt egy széles rámpa vezet fel egy csarnokhoz, ahonnan az egész terület áttekinthető. Az úgynevezett brazil trópusi kertben egy sor oktatási, szabadidős és kulturális létesítményt alakítottak ki, ezeket medencék és járdák kötik össze. A vásártér északi részén egy rámpán megközelíthető külső színházat építettek. A színháznál álló monumentális boltív a modernitás jelképe és egyben Tripoli város egyik szimbóluma is. Az épületek eredeti formájukban maradtak meg, de elhagyatottan állnak és nem végeznek rajtuk karbantartási munkákat sem. Az épületekre a legnagyobb veszélyt a statikai problémák jelentik, ezeket a tartóelemek korróziója és a beton öregedése okozza. A helyszín a normál listával egy időben felkerült a veszélyeztetett helyszínek listájára is. |                                |

| | Odessza óvárosa |
| Ukrajna |                 |
| A veszélyeztetett világörökségi helyszínek listájára került: 2023 |                 |
| Kulturális (I)(II)(III)(IV)(V) |                 |
| Hivatkozás: 1703 |                 |
| A Fekete-tenger mellett fekvő Odessza a 18-19. századokban vált kikötővárossá. Ismert építészek és mérnökök által kialakított városképére a viszonylag alacsony épületek jellemzőek. Egy multikulturális város, otthona volt a bolgároknak, görögöknek, örményeknek, zsidóknak, olaszoknak, moldávoknak, lengyeleknek, oroszoknak, románoknak, tatároknak és ukránoknak, akiknek hagyományai egy évszázadon belül egy társadalmi-kulturális környezetté keveredtek. Odesszában megtalálható jó néhány 19. századi épület, beleértve a Primorszkij körutat, a Potemkin lépcsőket, és az Odesszai operaházat (ez látható a képen). A helyszín azonnal felkerült a veszélyben lévők listájára a 2022-es orosz invázió miatt. |                 |

A 2023. szeptember 10 – 25. között Rijádban megtartott 45. ülésszakon az alábbi helyszíneket nyilvánították a világörökség részévé:
| | Hopewell földhalmok |
| Amerikai Egyesült Államok |                     |
| Kulturális (I)(III) |                     |
| Védett terület: 320,7 ha, puffer zóna: 561,8 ha, hivatkozás: 1689 |                     |
| A helyszín nyolc 2000 és 1600 évvel ezelőtt épült földhalom-együttesből áll az Ohio folyó középső szakasza mellett. Ezek a legfontosabb fennmaradt emlékei egy ma Hopewell-kultúrának nevezett indián kultúrának. A földhalmok szertartási központokként szolgáltak szétszórtan élő, egymással nem alá-fölérendeltségi viszonyban álló, mezőgazdaságból és gyűjtögetésből élő csoportok számára. A halmok között nagy pontosságú sík négyzeteket köröket és nyolcszögeket hoztak létre. Az elemek együttesen igazodnak a Nap viszonylag egyszerűbb és a Hold sokkal bonyolultabb pályájához. A helyszínnek az egész kontinensre kiterjedő befolyása volt. Az itt élők finoman megmunkált rituális tárgyakat hoztak létre, amelyeket távoli helyekről származó egzotikus nyersanyagokból készítettek. A Hopewell-kultúra földhalmai a tájépítészet egyedülálló remekművei. Nem csak hatalmas léptékük és széles földrajzi elterjedésük miatt emelkednek ki a világszerte létrehozott hasonló alkotások közül, kialakításuk geometriai pontossága is egyedülálló. |                     |

| | ESMA múzeum és emlékhely |
| Argentína |                          |
| Kulturális (VI) |                          |
| Védett terület: 0,907 ha, puffer zóna: 16,77 ha, hivatkozás: 1681 |                          |
| A Buenos Aires-i egykori haditengerészeti iskola épületében lévő ESMA múzeum és emlékhely az 1976 és 1983 közötti katonai diktatúra alatt a haditengerészet legfontosabb titkos börtöne volt. A katonai rezsimmel szembeni fegyveres és erőszakmentes ellenzék megsemmisítésére kidolgozott stratégia alapján a haditengerészet tisztjei és alárendeltjei több mint ötezer személyt raboltak el, tartóztattak le és tartottak fogva az épületben, sokukat megkínoztak, megöltek. Az épület 1998 óta bírósági bizonyítékként védelem alatt áll, a haditengerészet 2004-ben hagyta el de 2014-ig csak állagmegóvási munkákat végeztek rajta. A múzeumot és emlékhelyet 2014 és 2015 között alakították ki a munkálatok alatt mindvégig kiemelt figyelmet fordítottak arra, hogy a bizonyítékként, valamint az események rekonstruálására irányuló kutatások számára továbbra is használható legyen. |                          |

| | A Khinalig nép kultúrtája és legeltetési útvonala |
| Azerbajdzsán |                                                   |
| Kulturális (III)(V) |                                                   |
| Védett terület: 44 829,41 ha, puffer zóna: 109 392,78 ha, hivatkozás: 1696 |                                                   |
| A kultúrtáj az észak-azerbajdzsáni magashegyi Khinalig faluból, a Nagy-Kaukázus hegység magaslati nyári legelőiből és mezőgazdasági teraszaiból, Közép-Azerbajdzsán síkságainak téli legelőiből, valamint a Köç Yolu ("Migrációs út") nevű összekötő 200 kilométer hosszú szezonális vándorlegeltetési útvonalból áll. Az azonos nevű faluban lakó khinalig nép félnomád életmódot folytat, életritmusukat a nyári és téli legelők közötti szezonális vándorlás határozza meg, miközben megőrzik a legelőváltásos állattartó gazdálkodás hagyományait. A hosszú idő alatt organikusan kifejlődő legeltetési rendszer ősi útvonalakból, ideiglenes legelőkből, átmeneti táborhelyekből, mauzóleumokból és mecsetekből áll ami a szélsőséges környezeti feltételekhez alkalmazkodó és egyben fenntartható öko-szociális rendszerek egyik példája. A helyszín és a hozzá tartozó pufferzóna különböző állami és magán szervezetek tulajdonában van, míg állami tulajdonú a nyári legelők többsége, az összes téli legelő, valamint a Köç Yolu vándorút. |                                                   |

| | Az első világháború temetői és emlékhelyei |
| Belgium és Franciaország közös világörökségi helyszíne |                                            |
| Kulturális (III)(IV)(VI) |                                            |
| Hivatkozás: 1567 |                                            |
| A Belgium és Franciaország határán átnyúló világörökségi helyszín az első világháború nyugati frontja mellett kialakított emlékhelyekből áll. A területen a német és a szövetséges erők között folyt a harc 1914 és 1918 között. Az Észak-Belgium és Kelet-Franciaország között található emlékhelyek között megtalálhatók nagyméretű temetők, ahol több tízezer különböző nemzetiségű katona nyugszik, kisebb, egyszerűbb kialakítású temetők, valamint egyes személyek részére külön felállított emlékművek is. A helyszínhez tartozó temetők több csoportra oszthatók, vannak köztük hagyományos katonai temetők, harctéri temetők és kórházakhoz köthető temetők gyakran emlékművekkel kombinálva. |                                            |

| | Žatec és komlótermesztő vidéke |
| Csehország |                                |
| Kulturális (III)(IV)(V) |                                |
| Védett terület: 593,97 ha, puffer zóna: 3 330,94 ha, hivatkozás: 1558 |                                |
| A kultúrtájat évszázadok óta a sörgyártásban használt komló termesztésének és kereskedelmének ma is élő hagyománya alakítja. A helyszín egyik részéhez az Ohře folyó közelében elterülő több száz éve folyamatosan művelt különösen termékeny komlóföldek, történelmi falvak és a komlófeldolgozáshoz használt létesítmények tartoznak, másik része Žatec középkori városközpontjából és a 19-20. században mellé épült ipari negyedekből "Prága külvárosa" (Pražské předměstí) áll. Ezek együttesen illusztrálják a komló termesztésének, szárításának, minősítésének és kereskedelmének agráripari folyamatait valamint a társadalmi-gazdasági rendszer fejlődésére gyakorolt hatásait a késő középkortól napjainkig. Žatec városa (jelentőségét napjainkig megőrizve) a fejlesztéseknek és a helyi cseh, német és zsidó közösségek által folytatott kereskedelemnek köszönhetően a 19. században vált a komlótermesztés egyik világszerte elismert központjává. |                                |

| | Viking gyűrűerődök |
| Dánia |                    |
| Kulturális (III)(IV) |                    |
| Védett terület: 51 ha, puffer zóna: 16 820,8 ha, hivatkozás: 1660 |                    |
| Az öt régészeti lelőhely monumentális, egységes kialakítású gyűrű alakú viking erődökből áll. Aggersborg, Fyrkat, Nonnebakken, Trelleborg és Borgring erődítményei 970 és 980 között épültek. Az erődrendszer elemei stratégiailag fontos szárazföldi és tengeri útvonalak közelében helyezkedtek el és védelmi célokra használták fel a környező táj jellegzetességeit. Az erődök a Jelling-dinasztia központosított hatalmának megtestesítői, a dán birodalom 10. század végi társadalmi-politikai átalakulásának bizonyítékai. A viszonylag rövid ideig használt viking erődlánc a dinasztia hatalmi központosításának és a dán királyság Harald király alatti megszilárdításának jelképe. Mind az öt erődítmény föld alatt fekvő része teljes épségben maradt meg, föld feletti részük az erózió és az emberi tevékenység következtében különböző mértékben károsodott. Aggersborg, Fyrkat és Trelleborg legfontosabb szerkezeti elemei egyértelműen azonosíthatók a tájban, míg Borgring és a Nonnebakken erődök csak kis magasságba emelkednek ki. |                    |

| | Kaja kori halomsírok |
| Dél-Korea |                      |
| Kulturális (III) |                      |
| Védett terület: 189 ha, hivatkozás: 1666 |                      |
| A több temetőből álló helyszín a Kaja államszövetségnek tulajdonított temetkezési dombok együtteséből áll, amelyeket a Koreai-félsziget déli alakítottak ki az i. sz. 1. és 6. század között. Több évszázados fejlődésük, földrajzi eloszlásuk, tájjellemzőik, temetkezési típusaik és sírtárgyaik révén a temetők segítségével megismerhető és rekonstruálható a jellegzetes kaja politikai rendszer, amelyben a helyi közösségek autonóm, politikailag egyenrangú félként léteztek, miközben megosztották egymást között kulturális jellegzetességeiket. Az évszázadok során a sírok formája változott, új formák jelentek meg és a síremlékek is egyre kevésbé voltak egységesek. Egymással szembeni fokozódó hierarchia figyelhető meg rajtuk, ez a kaja társadalom strukturális változásait tükrözi. A dombokon elterülő hét temetőben, (egymástól függetlenül fejlődtek ki) a közemberek nagyszámú, szorosan egymás mellett lévő sírjai mellett a konföderáció hét vezető tagja temetkezett. Monumentális síremlékeik ugyanahhoz a kultúrához tartozó több, egyformán erős és autonóm állam létének bizonyítékai. |                      |

| | Bale-hegység Nemzeti Park |
| Etiópia |                           |
| Természeti (VII)(X) |                           |
| Védett terület: 215 000 ha, puffer zóna: 235 121 ha, hivatkozás: 111 |                           |
| A nemzeti park területét korábbi erőfeszítések eredményeként 2014-ben nyilvánították védett övezetté és ekkor jelölték ki határait is. Magába foglalja Afrika legnagyobb kiterjedésű 3000 méter fölötti alpesi élőhelyét gleccsertavakkal, vizes élőhelyekkel és lápvidékekkel. A fennsík fölé vulkáni gerincek és csúcsok tornyosulnak, köztük a 4377 méter magas Tullu Dimtu csúcs. A park más részein kiterjedt füves puszták találhatók különböző típusú erdők mellett. A hegység déli lejtői a körülbelül 1500 méter tengerszint feletti magasságban fekvő Harenna erdőben érnek véget, ez Etiópia második legnagyobb esőerdeje. A park több fontos folyó forrásvidéke, ezek több millió ember vízellátásáról gondoskodnak. A park és a környező területek rendkívül gazdag növény és állatvilággal rendelkeznek, köztük nagyszámú endemikus fajjal és olyan globálisan veszélyeztetett fajokkal is amelyeknek itt található az utolsó vadon élő populációja. |                           |

| | Gedeo kultúrtáj |
| Etiópia |                 |
| Kulturális (III)(V) |                 |
| Védett terület: 29 620 ha, hivatkozás: 1641 |                 |
| A Gedeo kultúrtáj a Nagy-hasadékvölgy keleti szélén, az etióp magasföld meredek lejtőin fekszik és körülbelül negyedmillió ember otthona. A főleg mezőgazdasági hasznosítású terület többféle művelési módot tesz lehetővé. A nagy fák menedéket nyújtanak az abesszin banánnak, a fő élelmiszernövénynek, alatta kávét és más cserjéket termesztenek. A terület sűrűn lakott, de az itt élő gedeo népek összegyűjtött tapasztalatai és tudása lehetővé teszi a fenntartható erdőgazdálkodást. A gedeók Etiópia őslakosai és feltehetően már több ezer éve foglalkoznak abesszin banán termesztésével, viszont a szájhagyomány alapján valószínűsíthető, hogy valamikor az elmúlt két évezred során költöztek északról a délnyugati térségbe. A megművelt hegyoldalakon belül szent erdők terülnek el. Ezeket hagyományosan a helyi közösségek használják vallásos rituálékhoz. A hegygerincek mentén a gedeo népek által tisztelt megalitikus műemlékek sűrű csoportjai találhatók, ezeket a törzsek idősebb tagjai gondozzák. |                 |

| | A Maison Carrée Nîmesben |
| Franciaország |                          |
| Kulturális (IV) |                          |
| Védett terület: 0,0474 ha, puffer zóna: 72,74 ha, hivatkozás: 1569 |                          |
| Maison Carrée ókori római templomát az i. sz. 1. században építették Nemausus kolónia, a mai Nîmes fórumán. A templom a császári istentisztelethez kapcsolódó épületek egyik korai példája, Augustus császár korán elhunyt örököseinek, Caius és Lucius Caesarnak szentelték. Az építmény stratégiai és szimbolikus elhelyezése a település fórumán a császári Róma fennhatóságát jelképezte a meghódított terület fölött. A köztársaságból a császárságba történő átmenet idejéből származó épület az egyik legjobb állapotban fennmaradt hasonló jellegű építmény a római provinciák területén. A templom a 17. század óta elvégzett restaurálásoknak köszönhetően megőrizte eredeti formáját építőanyagát és díszítőelemeit, egyedül mennyezete nem korabeli. Az évszázadok során a körülötte lévő fórum eltűnt, így fokozatosan elveszítette stratégiai jelentőségét. |                          |

| | Észak-Martinique erdei és vulkánjai |
| Franciaország |                                     |
| Természeti (VIII)(IX) |                                     |
| Védett terület: 13 980 ha, puffer zóna: 28 826 ha, hivatkozás: 1657 |                                     |
| A Mont Pelée és a Pitons du Carbet globális jelentőségű helyszín, ahol tanulmányozhatók a vulkáni tevékenység jellemzői, a vulkánokhoz köthető folyamatok, valamint a vulkanikus eredetű anyagok. A vulkanológia történetében kulcsfontosságú eseménynek számít az 1902. évi kitörés ami tragikus emberveszteséget okozva drámai hatást gyakorolt St. Pierre városára és ma is felismerhető módon beépült Martinique szigetének kultúrájába. A több részből álló világörökségi helyszín, a vulkánok és az erdők veszélyeztetett fajoknak nyújtanak életteret. A védett élőlények közé tartozik a martinique-i vulkánbéka (Allobates chalcopis), egy siklóféle a Lacépède-i földi kígyó (Erythrolamprus cursor) és a szigeten endemikus fajnak számító Banán trupiál (Icterus bonana). |                                     |

| | Zagori kultúrtáj |
| Görögország |                  |
| Kulturális (V) |                  |
| Hivatkozás: 1695 |                  |
| A Görögország északnyugati részén, távoli, vidéki környezetben lévő kultúrtáj kis falvak együtteséből áll a Píndosz hegység északi vonulatának nyugati lejtőjén. A tradicionális, építészetükben a hegyi környezethez alkalmazkodó települések legtöbbször egy központi tér köré szerveződtek, ahol egy platánfa áll. A falvakat "szent" erdők veszik körül, amelyeket a helyi lakosok gondoznak. A Voidomatisz folyó völgyében politikai és szociális egységet alkotó településeket kőíves hidak, macskaköves utak és kőlépcsők hálózata köti össze. |                  |

| | Takalik Abaj |
| Guatemala |              |
| Kulturális (II)(III) |              |
| Védett terület: 14,88 ha, hivatkozás: 1668 |              |
| Tak'alik Ab'aj régészeti lelőhelye Guatemala csendes-óceáni partján fekszik. 1,700 éves története az olmék civilizáció és a kora maja kultúra megjelenése közötti időszakot öleli fel. Tak'alik Ab'aj elsődleges szerepet játszott ebben az átmenetben, fekvése révén létfontosságú szerepet töltött be a távolsági kereskedelemben a mai Mexikóban található Tehuantepeci-földszoros és a jelenlegi Salvador között. A kereskedelmi úton lehetővé vált az új vívmányok és szokások széles körű cseréje. A lelőhelyen kozmológiai elvek szerint kialakított szakrális tereket és épületeket hoztak létre, innovatív vízgazdálkodási rendszert építettek ki, fejlett fazekasáruval és kőfaragási technikával rendelkeztek. A romvárost ma a különböző hovatartozású őslakos csoportok még mindig szent helynek tekintik és sokan látogatják rituálék elvégzése céljából is. |              |

| | Eise Eisinga planetáriuma, Franeker |
| Hollandia |                                     |
| Kulturális (IV) |                                     |
| Hivatkozás: 1683 |                                     |
| A Franeker központjában egy szerény méretű házban található planetárium a világ legrégebbi folyamatosan működő planetáriuma. A gyapjúval foglalkozó Eise Eisinga által tervezett és nagyrészt saját kezűleg elkészített modellt a mennyezetbe és a nappali szoba egyik falába építették be. Az alatta lévő helyiséget fogadó- és bemutatóteremként használták. Az 1774 és 1781 között épített, a naprendszerünket ábrázoló modell ma is naprakészen ábrázolja a Nap a Hold és az akkor ismert öt bolygó (a Merkúr, a Vénusz, a Mars, a Jupiter és a Szaturnusz) pozícióját. Az égitestek fémrúdon lógó fagolyók, amiket a mennyezetbe vágott nyílásokon keresztül a ház direkt erre a célra átalakított gerendaszerkezetére rögzítettek. Darabjai egyszerű de időtálló anyagokból készültek, alkotója a karbantartásukhoz szükséges részletes utasításokat hagyott hátra. A planetárium hozzájárult a csillagászati ismeretek és a heliocentrikus világkép szélesebb körben való elterjesztéséhez. Jelenleg is nyitva áll a látogatók előtt, oktatóközpontként használják. |                                     |

| | Hojszala szakrális templomkörzetek |
| India |                                    |
| Kulturális (I)(II)(IV) |                                    |
| Védett terület: 10,47 ha, puffer zóna: 195,87 ha, hivatkozás: 1670 |                                    |
| A helyszínhez a három legszebb a 12. és a 13. században épült hojszala stílusú templomkörzet tartozik Dél-Indiában. A hojszala stílust az egykorú és korábbi templomépítészet egyes gondosan kiválasztott jellegzetességeit felhasználva alakították ki. Célja a szomszédos területektől eltérő identitás megteremtése volt. A szentélyek legfeltűnőbb jellegzetességei realisztikus szobrászati díszítésük. Szobrokkal dekorálták a templomok falfelületeit és az emelvényt amin állnak. Nagyméretű szoborgalériát, többszintes frízeket alakítottak ki és szobrokkal illusztrálták a hojszalák legendáját is. A templomkomplexumok összességükben kivételesen magas színvonalú művészi alkotások, a hindu templomépítészet történelmi fejlődésének jelentős állomásai. |                                    |

| | Santiniketan |
| India |              |
| Kulturális (IV)(VI) |              |
| Védett terület: 36 ha, puffer zóna: 537,73 ha, hivatkozás: 1375 |              |
| Santiniketan egy bentlakásos iskola és művészeti központ volt, amely az ősi indiai hagyományokon, valamint az emberiség vallási és kulturális határokon túlmutató egységének vízióján alapult. Rabindranáth Tagore a neves költő és filozófus alapította Nyugat-Bengálban 1901-ben. 1921-ben a helyszínen egyetemet hoztak létre. Santiniketan egy kísérleti település volt vidéki környezetben ahol a tanulás, a munka és a művészet összefonódott. A helyszínhez a Rabindranáth Tagore valamint családja és munkatársai életében emelt épületrészek tartoznak. A Bauhausszal egy évben alapított intézmény egy alternatív modernitást és internacionalizmust testesít meg, éles ellentétben az előbbi szigorú puritánságával. A 20. század eleji brit gyarmati építészeti irányzatoktól és az európai modernizmustól eltérően a Santiniketan a régió ősi, középkori és népi hagyományaira támaszkodva az ázsiai modernitás egyik kiemelkedő példája. Az épületegyüttes jelenleg a Visva-Brahati egyetemi campus része. |              |

| | Yogyakarta kozmológiai tengelye |
| Indonézia |                                 |
| Kulturális (II)(III) |                                 |
| Védett terület: 42,22 ha, puffer zóna: 291,17 ha, hivatkozás: 1671 |                                 |
| Yogyakarta úgynevezett kozmológiai tengelye a város 6 kilométer hosszú, a 18. században kialakított észak - dél irányú főtengelye. Kialakítása óta a mellette található épületeknek köszönhetően a jávai kormányzat és kultúra központja. Legfontosabb épülete a Yogyakartai szultáni palota. A palota és az egész település helyét úgy választották ki a 18. század közepén, hogy összhangban legyen a jávai hiedelemmel miszerint a palota fizikai, metafizikai és spirituális értelemben a hindu-buddhista világkép kicsinyített változata. A tengelyt a Merapi hegy "Az óvó szellemek lakóhelye" és az Indiai-óceán "A déli tenger királynőjének otthona" között jelölték ki. A helyszín kapcsolatba hozható az életciklushoz kötődő jávai rituálékkal, az ősök tiszteletével, az esetleges koronázásokkal az iszlámhoz kötődő kivételes napokkal és a természet erőivel. A különféle vallások és hiedelmek ötvöződésének a helye, ahol a korábbi jávai hiedelmek, hindu, buddhista, szúfi iszlám és nyugati hatások egyaránt felismerhetőek. |                                 |

| | Perzsa karavánszerájok |
| Irán |                        |
| Kulturális (II)(III) |                        |
| Védett terület: 27,77 ha, puffer zóna: 3 283,32 ha, hivatkozás: 1668 |                        |
| A karavánszerájok út menti fogadók voltak, menedéket, élelmet és vizet nyújtottak a karavánoknak, a zarándokoknak és más utazóknak. Elhelyezkedésüket elsősorban a víz jelenléte, valamint a földrajzi viszonyok és a biztonsági szempontok határozták meg. A világörökségi helyszínhez tartozó ötvennégy karavánszeráj csak egy kis része annak a számos hasonló épületnek amelyet Irán ősi útjai mentén építettek. Az épületek kiválasztásakor arra törekedtek, hogy a legszebbek és építészetileg a legértékesebbek kerüljenek közéjük. A több ezer kilométeres területen szétszóródott, több száz éves időtartam alatt épült karavánszerájok a klimatikus viszonyokhoz való alkalmazkodás és a felhasznált építőanyagok legváltozatosabb formáit mutatják be és együttesen jelképezik a különböző történelmi korokból származó iráni karavánszerájok rendszerének fejlődését. |                        |

| | Koh Ker |
| Kambodzsa |         |
| Kulturális (II)(IV) |         |
| Védett terület: 1 187,61 ha, puffer zóna: 3 523,77 ha, hivatkozás: 1667 |         |
| Az Angkortól körülbelül 80 kilométerre északkeletre fekvő Koh Ker több részből álló régészeti lelőhelye számos templomot és szentélyt, valamint szobrokat, feliratokat, falfestményeket és egyéb régészeti maradványokat foglal magába. Huszonhárom év alatt épült fel, egyike volt a Khmer Birodalom két rivális fővárosának, i. sz. 928 és 944 között egyedüli főváros volt. A másik rivális főváros Angkor volt. Koh Kert IV. Dzsajavarman király alapította, a szent települést a világegyetemről alkotott ősi indiai elképzelések alapján tervezték meg és hozták létre. A nem megszokott várostervezési elemeket mutató településen egyéni művészi kifejezési módok is felismerhetőek, ezen kívül szokatlan építészeti technológiákat is alkalmaztak, például nagyméretű monolit kőtömböket is felhasználtak. Annak ellenére, hogy csak rövid ideig volt főváros újszerű építészeti megoldásai jelentős és hosszan tartó hatást gyakorolta a régió építészetére és várostervezési módszereire. |         |

| | Anticosti |
| Kanada |           |
| Természeti (VIII) |           |
| Védett terület: 18 240 ha, puffer zóna: 89 740 ha, hivatkozás: 1686 |           |
| A Québec legnagyobb szigetén fekvő helyszín a legteljesebb és legjobban megőrződött fosszília-lelőhely az első tömeges kihalás idejéből, az Ordovícium földtörténeti kor végéről. Egy 10 millió éves időszakból (447 - 437 millió évvel ezelőtt) maradtak fenn tengeri eredetű kövületek, az élőlények egykor egy sekély trópusi tengerfenéken éltek. A fosszíliák nagy száma és rendkívül jó állapotuk világszínvonalú tudományos munkát tesztnek lehetővé a helyszínen, ahol a meszes héjak mellett esetenként az élőlények lágy részei is felismerhetőek. Az állatokat az erős viharok temették el a tengerfenékbe ahol egész tengeri életközösségek őrződtek meg. A héjakon elvégzett vizsgálatok alapján ősi klimatikus és oceanográfiai változások azonosíthatók, amik hozzájárultak a tömeges kihalási eseményhez. A tengerparti sziklákban eddig több millió fosszíliát fedeztek fel, ezek túlnyomó többsége a helyszínen található, de számos innen származó kövület került különböző múzeumokba is. |           |

| | Tr’ondëk-Klondike |
| Kanada |                   |
| Kulturális (IV) |                   |
| Védett terület: 334,54 ha, puffer zóna: 351,7 ha, hivatkozás: 1564 |                   |
| A Yukon folyó partjánál Északnyugat-Kanada szubarktikus részén található helyszín az őslakos indiánok korábbi területén fekszik. Régészeti és történelmi maradványai a 19. századi aranyláz miatt történő, korábban nem látott változásokat és az őslakosok ehhez való alkalmazkodását mutatják be. Ebbe beletartozott a földterületek korábbitól eltérő használata, az új településszerkezet, valamint a gazdaság változása, amit az arany és más értékes fémek után kutatót bevándorlása és kolonizációs tevékenysége okozott. A legradikálisabb változások 1874 és 1908 között történtek, ekkor az itt élő őslakosok korábbi ősi földjükön elvesztették tulajdonukat és marginalizált helyzetbe kerültek. A helyszín korábbi táborhelyekből, élelmet biztosító zónákból, épületekből, leletekből és a föld alatt található régészeti objektumokból áll. A helyszín megmaradt részei jó állapotban vannak, hitelességüket nyelvemlékek és más nem kézzel fogható tárgyi emlékek például hagyományok, törvények és szokások is garantálják. |                   |

| | Turán hideg téli sivatagai |
| Kazahsztán, Türkmenisztán és Üzbegisztán közös világörökségi helyszíne |                            |
| Természeti (IX)(X) |                            |
| Védett terület: 3 366 441 ha, puffer zóna: 622 812 ha, hivatkozás: 1693 |                            |
| A határokon átnyúló világörökségi helyszín tizennégy részből áll amelyek a mérsékelt övi Közép-Ázsia száraz területein találhatók a Kaszpi-tenger és a Turáni-hegység között. A területre szélsőséges időjárás jellemző nagyon hideg telekkel és forró nyarakkal, valamint a kemény körülményekhez sikeresen alkalmazkodó kivételesen változatos növény- és állatvilág. A helyszínen egy ezerötszáz kilométeres kelet-nyugati irányú sávban jelentős számú sivatagi ökoszisztéma alakult ki. A helyszínnek mind a tizennégy alkotórésze különbözik a többitől biodiverzitásban, sivatagi élőhelyeinek típusában vagy ökológiai folyamataiban. |                            |

| | Teaültetvény kultúrtáj a Jingmai hegységben |
| Kína |                                             |
| Kulturális (III)(V) |                                             |
| Védett terület: 7 167,89 ha, puffer zóna: 11 927,85 ha, hivatkozás: 1665 |                                             |
| A délnyugat-kínai Jingmai-hegyen található kultúrtájat a Blang és a Dai nép több mint ezer év alatt alakította ki a 10. századtól alkalmazott módszerek alapján. A helyszín egy teatermelő terület, ami öreg tealigeteken belül fekvő, erdőkkel és teaültetvényekkel körülvett régi falvakból áll. A hagyományos, többszintes termesztés módszere (az öreg teafák alatt is termelnek) igazodik a hegy ökoszisztémájához és az ottani szubtrópusi monszun éghajlat sajátos körülményeihez ezen kívül összhangban áll a helyi őslakos közösségek által alkalmazott gazdálkodási módszerekkel is. Kultúrájuk központjában az a hiedelem állt, hogy a teaültetvényeknek, valamint a helyi növény és állatvilágnak lelke van, ezt a hiedelmet fejezték ki a Tea Őshöz kapcsolódó hagyományos szertartások és ünnepségek. |                                             |

| | Odzala-Kokoua erdős hegysége |
| Kongói Köztársaság |                              |
| Természeti (IX)(X) |                              |
| Védett terület: 1 179 376 ha, puffer zóna: 4 206 860 ha, hivatkozás: 692 |                              |
| A kivételesen nagy kiterjedésű világörökségi helyszín a szavanna jellegű ökoszisztémák jégkorszak utáni erdősödésének kiemelkedő példája. Ökológiailag rendkívül fontos terület mivel többfajta életközösség (kongói erdő, alsó-guineai erdő és szavanna) találkozási pontjánál fekszik. Az itteni élőlények életkora széles skálán mozog, ez hozzájárul a park rendkívül egyedi ökológiájához, amely sokféle, figyelemre méltó ökológiai folyamatot foglal magában. Itt található az erdei elefánt egyik legfontosabb közép-afrikai élőhelye, ezen kívül a védett terület a régió leggazdagabb főemlős diverzitású parkjaként ismert. |                              |

| | Kuldīga óvárosa |
| Lettország |                 |
| Kulturális (V) |                 |
| Védett terület: 84,33 ha, puffer zóna: 88,85 ha, hivatkozás: 1658 |                 |
| A Lettország nyugati részén található a Venta folyó és a Alekšupīte patak találkozásánál fekvő, a 13. században alapított Kuldīga városa kivételesen jól megőrzött példája a hagyományos városi településeknek. Az eredetileg kisméretű középkori falu a 16. és 18. század között a Kurföldi és Zemgalei hercegség fontos közigazgatási központjává fejlődött. Egy dombon elterülő ovális középkori városmagja elkülönül a település többi részétől. A hercegség időszakára jellemző építészeti módszerek és kézműves hagyományok a 19. században is fennmaradtak. Kuldīga jelenlegi városszerkezete nagyrészt megőrizte fénykorára jellemző elrendezését. Épületeit különböző módszerekkel és stílusban emelték, a hagyományos helyi rönképítészet mellett külső hatások alapján készült épületek is megtalálhatók a településen. Ez a stíluskeveredés a Balti-tenger környékén élő népek valamint az utazók közötti gazdag áru- és kulturális csere bizonyítéka. |                 |

| | Kaunas modernista építészete |
| Litvánia |                              |
| Kulturális (IV) |                              |
| Védett terület: 451,6 ha, puffer zóna: 407,4 ha, hivatkozás: 1661 |                              |
| Kaunas modernista stílusban emelt épületei a gyors urbanizációról tanúskodnak, ami Kaunas vidéki jellegű városát az első és a második világháború között Litvánia ideiglenes fővárosává váló modern településsé alakította át. Az átalakítást a helyi lakosok közössége szorgalmazta, az újonnan kialakított városszerkezet a település egy korábbi elrendezéséhez igazodott. A modern Kaunas jelentősége leginkább a Naujamiestis (Újváros) és a Žaliakalnis (Zöld domb) közötti területek kialakításában, valamint a két világháború közötti időszakban épített középületekben, városi terekben és rezidenciákban nyilvánul meg. Az eltérő stílusban emelt épületek annak az építészeti kifejezőkészségnek a példái aminek gyökereit a modern építészeti mozgalom magában Kaunasban találta meg. |                              |

| | Szarvaskövek és bronzkori lelőhelyek |
| Mongólia |                                      |
| Kulturális (I)(III) |                                      |
| Védett terület: 9 768,03 ha, hivatkozás: 1621 |                                      |
| A Közép-Mongóliában található Hangáj-hegység gerincének lejtőin található szarvasköveket szertartásokhoz és temetkezéskor használták. Az i. e. 1200 és i. e. 600 közé datálható kövek négy méter magasak is lehetnek. A különálló kövekként vagy csoportokban felállított köveket talapzat nélkül közvetlenül a földbe helyezték, és szinte mindig olyan környezetben találhatók, ahol a közelben nagy temetkezési halmokat emeltek és áldozati oltárokat állítottak fel. Felszínüket erősen stilizált szarvasokat ábrázoló vésetek borítják, amelynek nincsenek ismert párhuzamai a bronzkori Eurázsia területén. A kövek az eurázsiai bronzkori nomádok az i. e. 2. és az i. e. 1. évezred között kialakult, majd lassan eltűnő kultúrájának legfontosabb fennmaradt emlékei közé tartoznak. A velük kapcsolatos első kutatásokat körülbelül száz évvel ezelőtt végezték el, eddig körülbelül 1600 darabot vettek nyilvántartásba az eurázsiai sztyeppe területén, ezek közül több mint 1300 Mongólia területén található. A világörökségi helyszínhez négy lelőhely kövei tartoznak. |                                      |

| | Erfurt középkori zsidó öröksége |
| Németország |                                 |
| Kulturális (IV) |                                 |
| Hivatkozás: 1656 |                                 |
| A türingiai Erfurt óvárosa ad otthont a zsidó közösség számára kivételesen fontos, a 11. század közepe és a 14. század közepe között emelt épületeknek. A Régi Zsinagóga a legjobb állapotban megőrződött zsidó imaház Közép-Európában legrégebbi szerkezeti elemei 1100 köré datálhatók. A dongaboltozattal ellátott magas műszaki színvonalon megépült 13. századi Mikve, a rituális fürdőhelyiség Gera folyó partján fekszik.Az 1200 körül épült, majd 1250 körül újratervezett gótikus szerkezeti formákat mutató, festett mennyezetű Kőház egyedülálló példája a a zsidó tulajdonban lévő középkori világi épületeknek. A zsidó közösség épületei a középkori város szerves részeivé váltak, építészeti stílusuk és a hozzájuk felhasznált alapanyagok hasonlóak azokhoz amiket a keresztény közösség használt. A Régi zsinagóga, a Mikve és a Kőház a korai Közép-Európai zsidó kultúra virágkorának bizonyítékai, ami hirtelen ért véget a 14. században felerősödött üldözések miatt. |                                 |

| | Az Észak-Appenninek evaporit karszt-barlangjai |
| Olaszország |                                                |
| Természeti (VIII) |                                                |
| Védett terület: 3 680 ha, puffer zóna: 8 348 ha, hivatkozás: 1692 |                                                |
| A több részből álló helyszín elemei egy kivételesen jó állapotú és nagy kiterjedésű gipsz karsztvidéken találhatók. Nagy számban találhatók benne karszt barlangok, egy viszonylag kis területen több mint 900 barlangot vettek nyilvántartásba, ezek hossza összesen meghaladja a 100 kilométert. Ez a legkorábban és legalaposabban kutatott evaporit karsztvidék a világon, a hozzá köthető tudományos munka már a 16. században elkezdődött. Az eddig ismert legmélyebb karsztbarlangok közül több is itt található, mélységük eléri a 256 métert. |                                                |

| | A Kazanyi Állami Egyetem csillagvizsgálói |
| Oroszország |                                           |
| Kulturális (II)(IV) |                                           |
| Védett terület: 19,02 ha, puffer zóna: 454,81 ha, hivatkozás: 1678 |                                           |
| Az helyszín két csillagvizsgálóból áll, az egyik Kazany történelmi központjában, a másik a várostól nyugatra egy erdős külvárosi területen található. Az 1837-ben épült Kazany Városi Csillagászati Obszervatórium fennmaradt eredeti műszereivel egy elkerített területen az egyetem campusán található. Az épület homlokzata félköríves, három kupolás tornyában helyezték egy a megfigyelésekhez szükséges eszközöket. A külvárosban, a városközponttól 24 kilométerre egy parkban épült fel Engelhardt Csillagászati Obszervatórium. Nyolc 19-20. századi kutatási illetve lakhatási célból emelt épületből, egy temetőből és egy planetáriumból áll. Az egyedi és bonyolult építészeti megoldásoknak köszönhetően a műszerek maximális pontossággal tudtak működni, ami biztosította az itt elvégzett kutatások magas szakmai színvonalát. Az épségben, műszereikkel fennmaradt csillagvizsgálókban jelenleg oktatási tevékenységet folytatnak. |                                           |

| | Jerikó |
| Palesztina |        |
| Kulturális (III)(IV) |        |
| Védett terület: 5,93 ha, puffer zóna: 22,53 ha, hivatkozás: 1687 |        |
| A Holt-tengertől tíz kilométerre északnyugatra a Jordán-völgyben található Jerikó régészeti lelőhelye egy ovális alakú tell (földhalom), ahol számos rétegben tárták fel több ezer évnyi emberi tevékenység emlékeit. A 250 méterrel a tengerszint alatt elterülő Jerikó a világ legmélyebben fekvő ősi települése. A lelőhely körülbelül huszonegy méterrel emelkedik környezete fölé területe 5,93 hektár. A helyszínhez tartozik a szomszédos Ain es-Sultan forrás is. Összesen 29 település réteget különítettek el, az oázis termékeny talajának és a közeli forrásnak köszönhetően a hely már az i. e. 9-8. évezredben lakott volt. Az akkori jelentős település maradványai közé tartozik egy városfal árokkal és egy monumentális torony. A helyszínen talált koponyák és szobrok az itt élő neolitikus népesség kultikus szokásairól tanúskodnak, a kora bronzkori régészeti anyag pedig a várostervezés jeleit mutatja. A középső bronzkorra datálható leletei egy nagy kánaáni városállamhoz maradványai amelynek népessége egy összetett társadalmat alkotott. |        |

| | A népirtás emlékhelyei: Nyamata, Murambi, Gisozi és Bisesero |
| Ruanda |                                                              |
| Kulturális (VI) |                                                              |
| Védett terület: 24,65 ha, puffer zóna: 136,16 ha, hivatkozás: 1586 |                                                              |
| 1994 áprilisa és júliusa között becslések szerint egymillió embert öltek meg Ruandában az Interahamwe nevű fegyveres hutu milíciák. Áldozataik főleg a tuszik és a mérsékelt hutuk közül kerültek ki. A világörökségi helyszínhez négy emlékhely tartozik, ezeket a népirtás áldozatainak emlékére hoztak létre. Kettő közülük mészárlás helyszíne volt, az egyik Nyamata dombjára 1980-ben épült katolikus templom a másik egy 1990-ben épített műszaki iskola Murambi dombján. Kigali városban a Gisozi dombon építették meg 1999-ben a Kigali népirtás emlékhelyét, ahol 250 000 áldozat földi maradványait temették el. Az ország nyugati részén fekvő Bisesero dombján azoknak állítottak emléket akik több mint két hónapon keresztül ellenálltak az elkövetőknek, mielőtt őket is megölték. |                                                              |

| | Nyungwe Nemzeti Park |
| Ruanda |                      |
| Természeti (X) |                      |
| Védett terület: 101 963,67 ha, puffer zóna: 10 082,22 ha, hivatkozás: 1697 |                      |
| Az érintetlen erdőkből, tőzeglápokból, lápokból, bozótosokból és füves pusztákból álló, több védett területet magába foglaló világörökségi helyszín fontos szerepet tölt be a közép-afrikai erdők megőrzésében élőhelyet biztosítva a rendkívül változatos növény- és állatvilágnak. A parkban található meg számos veszélyeztetett faj legnagyobb természetes populációja, közéjük tartozik a globálisan veszélyeztetett kelet-afrikai csimpánz (Pan troglodytes schweinfurthii), az aranycerkóf (Cercopithecus mitis ssp. kandti) és a kritikusan veszélyeztetett hegyi patkósdenevér (Rhinolophus hillorum). A park ezen kívül tizenkét globálisan veszélyeztetett emlős- valamint madárfajnak is menedéken nyújt. A terület az itt élő 317 madárfajjal Afrika egyik legfontosabb madárvédelmi helyszínének számít. |                      |

| | Talaiot történelem előtti helyszínek Menorca szigetén |
| Spanyolország |                                                       |
| Kulturális ()()() |                                                       |
| Védett terület: ha, puffer zóna: ha, hivatkozás: |                                                       |
| A talaiot kultúra a megalitikus kultúrák egyik típusa volt, emlékei Mallorcán és Menorcán kerültek elő. A helyszínhez tartozó menorcai emlékek kilenc csoportot alkotnak keletkezési idejük a bronzkor (i. e. 1600 körül) és a késői vaskor (i. e. 123) közé datálhatók. A különböző formájú küklópikus építési módszerrel készült épületeken végigkövethető a sziget kőépítészetének fejlődése. Ez a fajta építési mód nagyméretű köveket használ fel, amelyeket kötőanyag nélkül illesztenek egymáshoz. Megtalálható közöttük hipogeumok (mesterségesen kivájt barlangok), a talaiotok (csonka kúp alakú építmények), különböző vallási épületek, kerek alaprajzú házak, és oszlopokkal tartott tetőszerkezetek. A viszonylag kis távolságban lévő lelőhelyek között szoros kapcsolatok alakulhattak ki. Az építészet fejlődése egy hierarchikus társadalom kialakulására utal, az épületek tájolása alapján feltételezhető, hogy bizonyos fokú csillagászati ismeretekkel is rendelkeztek. |                                                       |

| | Jodensavanne régészeti helyszíne |
| Suriname |                                  |
| Kulturális (III) |                                  |
| Védett terület: 24,8 ha, puffer zóna: 19,45 ha, hivatkozás: 1680 |                                  |
| Az ország északi részén a Suriname-folyó sűrűn erdős partjain található Jodensavanne régészeti lelőhely két fő részből áll ahol a korai zsidó kolonizációs kísérletek emlékei találhatók meg. Az 1680-as években alapított Jodensavanne településen láthatók Amerika feltételezett legkorábbi építészeti jelentőségű zsinagógájának romjai, valamint temetők, téglaépületek alapjai, hajókikötők és egy katonai helyőrség maradványai. Tőle két kilométerre északra terül el Cassipora Creek temetője, egy 1650-ben alapított település maradványa ami három évtized után szűnt meg amikor lakosai ide vándoroltak. Az atlanti szefárd diaszpórához képest szokatlan módon ezek a korai zsidó kolóniák nem a meglévő városi környezetben helyezkedtek el és az átlagosnál hosszabb életűek voltak. A bennszülöttek által lakott területeken alapított településeket a zsidó telepesek birtokolták és kormányozták, miközben afrikai és bennszülött származású szabadokkal és rabszolgákkal éltek együtt. A Jodensavanne régészeti lelőhely az atlanti szefárd diaszpórában egy olyan zsidó civilizációnak a maradványa ami területi és közösségi autonómiát kapott és a 17. és a 19. század között zsidó államként létezett az államban egy rabszolgatartó társadalom határvidékén. |                                  |

| | Uruk Bani Maárid |
| Szaúd-Arábia |                  |
| Természeti (VII)(IX) |                  |
| Védett terület: ha, puffer zóna: ha, hivatkozás: 1699 |                  |
| Uruk Bani Maárid védett területe a Föld legnagyobb összefüggő homoksivataga a Rab-el-Háli nyugati szélén található. A különlegesen száraz térség a világ egyik leglátványosabb sivatagi tája, ami a Rab-el-Háli többi részéhez képest változatosabb élővilágnak ad otthont. Óriási méretű homokdűne-rendszere egy feldarabolódott mészkőfennsíkon helyezkedik el. Harmincöt hullámos homokdűnéje eléri a 200 kilométeres hosszúságot és a 170 méteres magasságot, a hullámok nagysága 2,5 és 4,5 kilométer között változik. Természetes élőhelyei kulcsfontosságú, globális jelentőségű növény- és állatfajok, beleértve a sikeresen visszatelepített fajok túlélését biztosítja. Ezek közé tartozik az arab bejza, ami egy sikeres visszatelepítési program keretében él a területen, valamint az arábiai golyvás gazella és az arab gazella. A helyszínen egy ép ökoszisztéma részeiként eddig 526 növény és állatfajt azonosítottak, a 118 növényfaj közül számos faj endemikus. |                  |

| | A Tigrovaya Balka természetvédelmi terület ártéri erdői |
| Tádzsikisztán |                                                         |
| Természeti (IX) |                                                         |
| Védett terület: 49 786 ha, puffer zóna: 17 672 ha, hivatkozás: 1685 |                                                         |
| A természetvédelmi terület az ország délnyugati részén Afganisztán határához közel, a Vahs és a Pandzs folyók között fekszik. Kiterjedt ártéri erdei mellett sivatagi és hegyi ökoszisztémák is megtalálhatók benne. A helyszín több, hordaléktalajjal borított sík ártéri területből és igen sajátos biodiverzitású folyami erdőkből áll. A növényzet meghatározó elemei a víz- és sótűrő fa- és cserjefajták. A rezervátum 24 100 hektáros erdeje Közép-Ázsia legnagyobb és legjobb állapotban megőrződött ilyen jellegű növénytársulása. Vadon élő állatai közé tartozik a baktriai szarvas, amelynek populációja meghaladja a háromszázat. Az erdők fennmaradását veszélyezteti a Vahs folyón üzemelő a vízszintet szabályozó nyolc gát. Ezek szabályozzák a folyó vízhozamát és csökkentik az áradások során a területre jutó vízmennyiséget amitől az erdők függnek. A kieső vízmennyiséget jelenleg másodlagos forrásból, öntözőrendszerekből származó vízzel pótolják. |                                                         |

| | A Selyemút a Zarafshon folyótól a Kara-kumig terjedő szakasza |
| Tádzsikisztán, Türkmenisztán és Üzbegisztán közös világörökségi helyszíne |                                                               |
| Kulturális (II)(III)(V) |                                                               |
| Védett terület: 669,679 ha, puffer zóna: 1 750,042 ha, hivatkozás: 1675 |                                                               |
| A Zarafshon-Karakum folyosó a közép-ázsiai selyemutak kulcsfontosságú szakasza, ami számos, más irányokba kiépült útvonalat is összeköt egymással. A zord hegyekben, termékeny folyóvölgyekben és lakhatatlan sivatagban található 866 kilométeres folyosó az elején egy kelet-nyugati irányú útvonal Zarafshon folyó mentén majd délnyugati irányban követi a Merv-oázisba vezető ősi karavánutakat a Kara-kum-sivatagban. Az i. e. 2. és az i. sz. 16. század között a Kelet és Nyugat közötti kereskedelem nagy részét a Selyemút mentén bonyolították, ahol hatalmas mennyiségű áru cserélt gazdát. Hosszú története alatt az útvonal mentén sokan utaztak, letelepedtek, hódítóként jelentek meg vagy idegen uralom alá kerültek, így az etnikumok, kultúrák, vallások, tudományok és technológiák olvasztótégelyévé vált. Ellenőrzése létfontosságú volt a helyi birodalmak és népek, köztük a szogdok, a pártusok, a szasszanidák a timuridák és a szeldzsukok számára. |                                                               |

| | Si Thep ősi városa és a hozzá tartozó dvaravati műemlékek |
| Thaiföld |                                                           |
| Kulturális (II)(III) |                                                           |
| Védett terület: 866,47 ha, puffer zóna: 3824,14 ha, hivatkozás: 1662 |                                                           |
| A helyszín három fő része a dvaravati kultúra emlékeit mutatja be. Az i. sz. 6. és 9. század közé datálható emlékek Délkelet-Ázsia történelmének egy fontos szakaszában jöttek létre. Hozzá tartozik Si Thep különleges szerkezetű, árokkal körbevett ikervárosa, Klang Nok a legnagyobb fennmaradt dvaravati műemlék és egy egyedülálló buddhista barlangkolostor ahol dvaravati szobrok és más műalkotások őrződtek meg. Si Thep városban több mint 112 jelentős kolostort azonosítottak ahol a hindu művészeti hagyományok átvételével egy Si Thep művészeti iskola néven ismert stílust hoztak létre. Ez a fajta ábrázolásmód később hatást gyakorolt más délkelet-ázsiai területekre is. Feltűnő stíluseleme a háttámasztó ív nélküli álló alakok a domborműveken. A buddhizmus és a hinduizmus egy helyen való létezése a dvaravati építészet és művészet egyik legfontosabb jellegzetessége. A város és műemlékei az Indiából eredő kulturális és vallási hagyományok egyik jelentős célpontja volt amiket a Dvaravati Birodalom sikerrel adaptált a 6. és a 9. század között. |                                                           |

| | Gordion |
| Törökország |         |
| Kulturális (III) |         |
| Védett terület: 1 064 ha, puffer zóna: 4 430 ha, hivatkozás: 1669 |         |
| Gordion Közép-Anatóliában fekszik, a fővárostól, Ankarától hetven kilométerre délkeleti irányban. A helyszín a korai bronzkortól, az i. e. 3. évezredtől a középkorig, körülbelül a 12-13. századig lakott volt. Fénykorát az i. e. 12. század után élte, amikor Phrügia kulturális és politikai központja volt. A prhügiai kultúra egészen az i. e. 4. századik komoly hatást gyakorolt a térségre, egészen Nagy Sándor koráig, aki i. e. 333 foglalta el a várost. A régészeti feltárások 1900-ban kezdődtek, majd hosszú kihagyás után 1950-ben folytatódtak egészen 1973-ig. A következő szakasz 1988-tól 2005-ig tartott és a tervek szerint 2013-tól folytatódik. A város központja egy 13 hektáros területen fekszik és 16 méter magasra emelkedik ki környezetéből. A legfontosabb feltárt műemlék az i. e. 9. századra datálható vaskori citadella belsejében udvarokkal és megaron jellegű épületekkel. A citadella nagy része i. e. 800 körül leégett, azután nagyobb méretben újjáépítették, és egészen Nagy Sándor hódításáig erődként használták. Gordion városközpontjának közelében mintegy 150 halomsírt azonosítottak. A feltárt sírok az i. e. 9. század és az i. e. 2. század közé datálhatók. Leghíresebb köztük Midász király i. e. 740 körüli 53 méter magas feltételezett sírja. |         |

| | Anatólia középkori oszlopcsarnokos mecsetei |
| Törökország |                                             |
| Kulturális (II)(IV) |                                             |
| Védett terület: 0,61 ha, puffer zóna: 36,66 ha, hivatkozás: 1694 |                                             |
| A több részből álló helyszínhez öt, a 13. század vége és a 14. század közepe között épült mecset tartozik. Mindegyik épület a mai Törökország más-más tartományában helyezkedik el. A megszokottól eltérő szerkezetű mecsetek egy külső falazatból valamint a belső térben felállított, a tetőt és a lapos mennyezetet tartó párhuzamos oszlopsorokból állnak. A mecsetek a rendkívül magas színvonalon kifaragott tartószerkezetükről, díszítőelemeikről és faragott berendezési tárgyaikról nevezetesek. |                                             |

| | Dzserba |
| Tunézia |         |
| Kulturális (V) |         |
| Hivatkozás: 1640 |         |
| A több részből álló világörökségi helyszín egy olyan településszerkezetet mutat be, ami félszáraz és vízhiányos környezetben alakult ki a 9. század körül Dzserba szigetén. A térség legfőbb jellemzője az alacsony népsűrűség volt. A fejlődés során a sziget területe egymáshoz lazán kapcsolódó önellátó egységekre vált szét. Ezek a gazdaságilag önfenntartó életterek összetett úthálózaton keresztül kapcsolódtak egymáshoz és a sziget vallási és kereskedelmi helyeihez. A környezeti, társadalmi-kulturális és gazdasági tényezők keverékének eredményeként Dzserba szigetén az évszázadok során egy jellegzetes letelepülési forma alakult ki, ahol a helyi lakosok életmódjukkal messzemenőkig alkalmazkodtak vízhiányos természeti környezetük körülményeihez. |         |